# Aporchis continuus
Aporchis continuus är en plattmaskart. Aporchis continuus ingår i släktet Aporchis och familjen Echinostomatidae. Inga underarter finns listade i Catalogue of Life.